# Beinta Broberg
Pour les articles homonymes, voir Broberg.
Beinta Kristina Broberg (env. 1667 - 15 février 1752) fut l'épouse consécutivement de trois pasteurs des îles Féroé. La tradition orale lui tailla une réputation de meurtrière, voire de sorcière. Au XXe siècle, elle devint une figure de la littérature féroïenne, donnant notamment naissance au personnage de Barbara, la femme fatale qui est l'héroïne du roman homonyme de Jørgen-Frantz Jacobsen (1939) et du film qui en fut tiré en 1997. « Beinta la Mauvaise » est ainsi devenue l'une des femmes les plus célèbres des Féroé.

## Biographie

### Le nom
En féroïen « Beinta » est un diminutif du prénom Benadikta ("Bénédicte"; la forme danoise est "Bente").

### L'enfance
Née aux alentours de 1667 à Tórshavn, Beinta Kristina Broberg, ou Bente Christine Broberg selon la graphie danoise, était la fille du greffier-président (sorinskrivari) de l'Assemblée féroïenne (Løgting), Peter Sørensen Broberg, et de Birgitte Marie Jensdatter Bøgvad, morts respectivement en 1695 et 1715. Ses parents faisaient tous deux partie du petit cercle des familles de fonctionnaires et hommes d'Église qui, envoyés dans l'archipel par le pouvoir royal danois, en formaient alors la classe dirigeante et y faisaient souvent souche.
Beinta Broberg se maria à trois reprises.

### Premier mariage
Vers 1695, elle épousa le pasteur Jónas Jónasen, né vers 1660. Veuf et déjà père d'un fils, il était originaire du Danemark, comme la quasi-totalité des fonctionnaires et hommes d'Église présents à l'époque dans l'archipel. Il exerça la charge de pasteur des îles du Nord des Féroé, avec résidence au presbytère d'Ónagerðí, à Viðareiði, encore visible aujourd'hui. L'ecclésiastique mourut vers 1700, cinq ans à peine après son mariage. Suivant la coutume de l'"année de grâce" concédée aux veuves de pasteur, Beinta put séjourner une année supplémentaire au presbytère.

### Deuxième mariage
Aux alentours de 1702, elle épousa en secondes noces le pasteur Niels Gregersen Aagaard, né en 1672, arrivé lui aussi du Danemark. Le couple s'établit à Miðvágur, sur l'île de Vágar, où il fut pasteur jusqu'à son décès, intervenu quelque quatre ans plus tard, le 18 avril 1706.

### Troisième mariage
Très peu de temps après, vers 1706, elle épousa en troisièmes noces, suivant une pratique répandue à l'époque, le successeur de son défunt mari à la charge pastorale de Vágar, le pasteur Peter Ditlevsen Arhboe. Né le 23 novembre 1675 à Vester Velling, dans le Jutland, il était son cadet d'une dizaine d'années. En 1718, le ministre fut démis, à la suite de différends avec la population locale. Les documents d'archive concernant cette procédure semblent indiquer qu'il souffrait d'une maladie mentale. Le couple resta sur l'île de Vágar, vivant dans une grande pauvreté. Beinta mourut octogénaire, le 15 février 1752, et son troisième mari le 7 janvier 1756, un peu moins de quatre ans plus tard.

### Enfants
Beinta Broberg avait eu quatre enfants, un garçon prénommé Frédéric et trois filles, dont l'une s’appelait Christine-Marie, les prénoms de deux autres ne nous étant pas parvenus.

## Réputation posthume et postérité artistique

### Tradition orale
Dans la tradition orale féroïenne, Beinta Broberg fut surnommée "Bente la mauvaise" (Illa Beinta), parce qu'on lui imputait d'avoir maltraité ses domestiques, provoqué la mort de ses deux premiers maris, précipité le troisième dans la démence, voire pratiqué la sorcellerie.
Il est difficile de faire le lien entre cette détestable réputation posthume et les maigres renseignements historiques dont nous disposons sur le personnage.

### Littérature
La légende de "Beinta la mauvaise" fournit à son tour matière à deux récits de fiction qui ont fait date dans la culture féroïenne.
En 1927, Hans Andrias Djurhuus publia sa nouvelle Beinta, écrite en féroïen. Beinta y est dépeinte comme une femme malheureuse, qui, à son corps défendant, fait également l'infortune des hommes dont elle partage le destin.
Le roman Barbara, qui a assis la notoriété de Jørgen-Frantz Jacobsen, parut en 1939, un an après la mort de son auteur dans un sanatorium du Jutland. Rédigé en danois, il ne fut publié en féroïen qu'en 1972, dans une version réalisée par Christian Matras[pas clair]. Pour camper son héroïne, Barbara, Jacobsen s'est inspiré tout à la fois de la légende de Beinta et de sa propre histoire d'amour sans espoir pour une femme qu'il appelle Barbara dans sa correspondance et qui était en fait sa cousine Estrid Bannister Good. Fille de la nature, cédant à ses impulsions, quel qu'en soit le prix, Barbara aimante immanquablement le désir des hommes et ne peut que précipiter leur malheur dans une société rigide, à son époque comme à celle de l'auteur.

### Cinéma
Le roman de Jacobsen a lui-même été porté à l'écran à deux reprises.
En 1961, une première adaptation, fort libre, fut tournée en Allemagne par Frank Wisbar sous le titre Barbara – wild wie das Meer
Le médecin et réalisateur danois Nils Malmros a tiré de l'œuvre de Jacobsen un autre film, Barbara. Avant d'entamer le tournage, aux Féroé mêmes, il voulut se familiariser avec les réalités de l'archipel en exerçant quelque temps la médecine à l'Hôpital national féroïen. La première projection eut lieu le 28 septembre 1997, à la Maison nordique (Nordens Hus) de Tórshavn. À la mi-octobre, le film avait déjà attiré 10 000 spectateurs féroïens. Avant même la première, 7 000 billets avaient été vendus dans l'archipel, pour une population totale de quelque 45 000 habitants!

## Sport
Le 30 juillet 2005, deux Norvégiens accostèrent aux Féroé à bord d'une barque féroïenne qu'ils avaient baptisée Barbara, d'après l'héroïne du roman, et dans laquelle ils avaient parcouru à l'aviron toute la distance séparant Ulsteinvik, dans le comté norvégien de Møre og Romsdal, à Porkeri, sur l'île féroïenne de Suðuroy.

## Filmographie
- Barbara (1939)
- Barbara (1961)
- Barbara (1997)